# Darnózseli
Darnózseli (vyslovováno [darnó-želi], chorvatsky Darnuovo) je obec v Maďarsku v župě Győr-Moson-Sopron, spadající pod okres Mosonmagyaróvár. Vznikla v roce 1934 spojením obcí Mosondarnó a Zseli. Nachází se na Malém Žitném ostrově, asi 15 km východně od Mosonmagyaróváru, 27 km severozápadně od Győru a asi 149 km severozápadně od Budapešti. V roce 2023 zde žilo 1 615 obyvatel.
Obcí procházejí vedlejší silnice 1401 a 1404. Protékají tudy kanály Hédervár-Darnózseli-csatorna a Nováki-csatorna. Nachází se zde kostel svatého Josefa.

## Sousední obce
| Růžice kompasu | Püski Halászi |       | Dunaremete | Růžice kompasu |
| Růžice kompasu |               | Sever | Lipót      | Růžice kompasu |
| Růžice kompasu | Darnózseli    |       | Lipót      | Růžice kompasu |
| Růžice kompasu | Jih           |       | Lipót      | Růžice kompasu |
| Růžice kompasu | Kimle         |       | Hédervár   | Růžice kompasu |